# 官洲街道
官洲街道，是中华人民共和国广东省广州市海珠区下辖的一个街道办事处。

## 行政区划
官洲街道下辖以下地区：
学院社区、赤沙东南约社区、北山社区、官洲社区和仑头东社区。

## 交通

### 地铁
- █广州地铁4号线：官洲站
- █广州地铁11号线：赤沙站
- █广州地铁12号线：赤沙北站、赤沙站、北山站、官洲站